# مصطفى العلوي (عالم فلك)
مصطفى العلوي (1966 - 6 أغسطس 2024) عالم مغربي متخصص في علم الفلك. كان عضوا في الاتحاد الجيوفيزيائي الأمريكي وفي هيئة البحث في قسم الفيزياء والفلك بوكالة ناسا الأمريكية.

## مسيرته[2][3]
ينحدر مصطفى العلوي من مدينة تازة، وهو خرّيج الجامعة المغربية، حيث حصل على بكالوريوس العلوم في فيزياء الحالة الصلبة من جامعة محمد الأول بوجدة، قبل أن ينتقل إلى مركز الدراسات الفضائية للأشعة في تولوز بفرنسا، حيث حصل على الدكتوراه في الفيزياء عام 1994، ثم انتقل إلى جامعة كاليفورنيا في لوس أنجلوس في العام ذاته ليتقلّد بها منصب باحث ما بعد الدكتوراه، ويتسلّق بعدها مراتب علمية وأكاديمية عديدة.
واشتغل العلوي في أطروحته للدكتوراه، التي أشرف عليها جان ميشيل بوسكي، عن الملاحظات في منطقة الشفق القطبي بواسطة مركبة الفضاء "أورول 3" (Auréole 3).

## أعماله[2]
تركز أبحاثه على فيزياء الغلاف المغناطيسي، حيث عمل عبر استخدام النماذج والمحاكاة لمعالجة مشكلة فيزياء الغلاف المغناطيسي البارزة من خلال تقنيات عديدة؛ من بينها محاكاة(MHD) العالمية، ومحاكاة الجسيمات داخل الخلية، ومحاكاة الحركية واسعة النطاق التي تتضمن تتبع ملايين الجسيمات في نماذج (MHD).
ومن خلال هذه التقنيات، عمل ضمن فريق علمي على رصد اضطراب الصفيحة البلازمية، وفيزياء إعادة الاتصال المغناطيسي للذيل المغناطيسي، وأصل وديناميكيات التيار الحلقي، ثم تنشيط الجسيمات في الذيل المغناطيسي القريب من الأرض أثناء أحداث الاستقطاب الثنائي.

## وفاته
توفي في الولايات المتحدة عن عمر يناهز 58 عاما.